# Guadalupe Canseco
Guadalupe Canseco (25 de enero de 1962) es una deportista mexicana que compitió en saltos de plataforma. Ganó una medalla de bronce en los Juegos Panamericanos de 1983, en la prueba individual.

## Palmarés internacional
| Juegos Panamericanos | Juegos Panamericanos | Juegos Panamericanos | Juegos Panamericanos |
| Año                  | Lugar                | Medalla              | Prueba               |
| -------------------- | -------------------- | -------------------- | -------------------- |
| 1983                 | Caracas (Venezuela)  | Medalla de bronce    | Plataforma 10 m      |